# Pau Bargalló i Poch
Pau Bargalló i Poch   (Sant Sadurní d'Anoia, 11 de gener de 1994) és un jugador d'hoquei patins català. És internacional absolut amb la selecció espanyola i ocupa la demarcació de davanter. És germà de Jordi Bargalló, també jugador d’hoquei sobre patins.

## Trajectòria
Tant el seu cosí Francesc, com els seus germans Jordi i Oriol, també van ser i son jugadors d'hoquei sobre patins. Pau va formar part de les categories inferiors de l'equip de la seva població natal, el CE Noia, arribant a proclamar-se campió de Catalunya i d'Espanya júnior. Ja al primer equip, la temporada 2013-14, guanyà amb la Copa de la CERS.
L'estiu de 2014, junt amb el seu germà Jordi, posa rumb a La Corunya, fitxant pel HC Liceo, consolidant-se com un dels jugadors més destacats de la lliga. D'allà acabarà fitxant pel FC Barcelona l'any 2016. El 2020 va ser guardonat per tercera vegada com a jugador més valuós MVP de l'OK Lliga.
L'any 2024, desprès de 8 temporades i 24 títols, Pau Bargalló anuncià que no renovaria amb el FC Barcelona per marxar a la lliga portuguesa, a les files del SL Benfica, convertint-se en un dels jugadors més ben pagats de la història.

## Palmarès

#### Clubs
- 1 Lliga de Campions (2017-18)
- 1 Copa de la CERS (2013-14)
- 2 Copes Intercontinentals (2018-19, 2023-24)
- 1 Copa Continental (2018-19)
- 6 OK Lliga (2016-17, 2017-18, 2018-19, 2019-20, 2020-21, 2022-23)
- 6 Copes del Rei (2016/17 – 2017/18 – 2018/19 – 2021/22 – 2022/23 – 2023/24)
- 4 Supercopes d'Espanya (2017/18 – 2020/21 – 2022/23 – 2023/24)
- 1 Elite Cup (2024)
- 4 Lligues catalanes (2018/19 – 2019/20 – 2020/21 – 2021/22)

#### Selecció
- 2 Mundials de seleccions (2017, 2024)
- 3 Europeu de seleccions (2018, 2021, 2023)
- Campió d'Europa Sub’17

#### Personal
- 3 MVP Copa del Rei (2016/17 – 2021/22 – 2023/24)
- 4 MVP OK Liga (2016/17 – 2018/19 – 2019/20 – 2022/23)
- 1 Bola d'Or (2021/22)